# El Camino: A Breaking Bad Movie
El Camino: A Breaking Bad Movie és una pel·lícula estatunidenca de ficció criminal del 2019. És la continuació de la sèrie de televisió Breaking Bad, escrita, dirigida i produïda pel mateix creador, Vince Gilligan. És protagonitzada per Aaron Paul en el paper de Jesse Pinkman, i alguns actors de la sèrie original també hi apareixen: Bryan Cranston, Jesse Plemons, Krysten Ritter i Jonathan Banks.
El film es va estrenar a Netflix i en algunes sales de cinema l'11 d'octubre del 2019; més tard es va emetre al canal AMC. Aaron Paul presentà El Camino al Festival de Sitges.

## Repartiment
- Aaron Paul com a Jesse Pinkman, un antic cuiner de metamfetamines que va treballar amb Walter White.[2]
- Jesse Plemons com a Todd Alquist, un dels segrestadors de Jesse i membre del grup neonazi que força Jesse a treballar amb les metamfetamines.
- Krysten Ritter com a Jane Margolis, la xicota morta de Jesse.
- Charles Baker com a Skinny Pete, un amic de Jesse.
- Matt Jones com a Brandon "Badger" Mayhew, un amic de Jesse.[3]
- Scott MacArthur com a Neil Kandy, un soldador relacionat amb el segrest de Jesse.
- Scott Shepherd com a Casey, el soci de Neil.
- Kevin Rankin com a Kenny, un dels captors de Jesse.
- Larry Hankin com a Old Joe, el propietari d'un cementiri local de ferralla que havia ajudat a Jesse i Walter en diverses activitats relacionades amb les drogues.[4]
- Tess Harper com a Diane Pinkman, la mare de Jesse.
- Michael Bofshever com a Adam Pinkman, el pare de Jesse.
- Robert Forster com a Ed Galbraith, el propietari d'una botiga d'aspiradores que reubica persones que fugen de la llei, proporcionant-los noves identitats.
- Jonathan Banks com a Mike Ehrmantraut, antic soci de Jesse i Walter, apareix en salts enrere.[5]
- Bryan Cranston com a Walter White, llegendari cap mafiós que venia metamfetamines, l'antic soci de Jesse, i professor de química a secundària; apareix en salts enrere.
- Tom Bower com a Lou, el veí de Todd.